# Никифоровский (посёлок)
Никифоровский — поселок в муниципальном образовании город Ефремов Тульской области.

## География
Находится в юго-восточной части Тульской области на расстоянии приблизительно 15 км на юго-восток по прямой от города Ефремов, административного центра округа.

## История
В 1926 году здесь был учтен 21 двор, в конце 1930-х годов — 28.

## Население
Постоянное население составляло 112 человек (1926 год), 86 (русские 92 %) в 2002 году, 58 в 2010.